# Bolboderini
Bolboderini es una tribu de la familia de las chinches asesinas (Reduviidae) que pertenece a la subfamilia Triatominae.

## Distribución
Esta tribu se la ha hallado en varios países de Centroamérica, Colombia, Perú, Venezuela, y el norte de Brasil.

## Características
Los representantes de la tribu Bolboderini se caracterizan por sus pequeñas dimensiones, alcanzando hasta unos 12 mm de longitud máxima. A su vez, presenta el cuerpo claramente comprimido dorsoventralmente.

## Géneros y especies
Los géneros y especies que se encuentran dentro de la tribu Bolboderini son:
- Género Belminus Stål, 1859
  - Belminus corredori Galvão & Angulo, 2006
  - Belminus costaricencis Herrer, Lent & Wygodzinsky, 1954
  - Belminus ferroae Sandoval, Pabón, Jurberg & Galvão, 2007
  - Belminus herreri Lent & Wygodzinsky, 1979
  - Belminus laportei Lent, Jurberg & Carcavallo, 1995
  - Belminus peruvianus Herrer, Lent & Wygodzinsky, 1954
  - Belminus pittieri Osuna & Ayala, 1993
  - Belminus rugulosus Stål, 1859
- Género Bolbodera Valdés, 1910
  - Bolbodera scabrosa Valdés, 1910
- Género Microtriatoma Prosen & Martínez, 1952
  - Microtriatoma borbai Lent & Wygodzinsky, 1979
  - Microtriatoma trinidadensis (Lent, 1951)
- Género Parabelminus Lent, 1943
  - Parabelminus carioca Lent, 1943
  - Parabelminus yurupucu Lent & Wygodzinsky, 1979